# Humaitá (Paraguai)
Humaitá é uma cidade do Paraguai, Departamento Ñeembucú. Possui uma população de 3 214 habitantes. Sua economia é baseada na agropecuária. É uma cidade historicamente ligada à Guerra da Tríplice Aliança, uma vez que muitas batalhas foram travadas nesta cidade e seus arredores. Os habitantes dedicam-se à pecuária, há agricultura em menor escala e uma parte significativa da população dedica-se à atividade piscatória.

## História
A antiga Fortaleza de Humaitá foi construída na margem oriental do Rio Paraguai, cerca de 430 km ao sul de Assunção, e foi mandada fundar pelo Governo do Paraguai em fevereiro de 1778 – já havia subordinado as zonas missionárias entre o Tebicuário e o Paraná – em territórios disputados com a Posse do Governo de Corrientes, que dependia do Governo de Buenos Aires —mantivera também a maior parte das Misiones, além de suas dependências como Santa Fé, Montevidéu, Banda Oriental e Malvinas— que como um todo e somava aos territórios do Governatorato de Santa Cruz de la Sierra com os subordinados de Moxos e Chiquitos, o de Charcas ou Alto Peru e o Governatorato de Tucumán com o Corregimiento de Cuyo, tinha formado o novo Vice-Reino do Rio da Prata desde o final de 1776.
Devido à fundação dessa fortaleza, o novo vice-rei Juan José de Vértiz y Salcedo ordenou, em 9 de novembro de 1779, que o limite dos rios Corrientes e Paraguai fosse o córrego Hondo, localizado ao sul de Humaitá, mediando assim a disputa pelas terras entre os rios Tebicuário, Paraguai e Paraná. e dividir o território disputado em dois. O Forte de Curupayty, na passagem homônima, cerca de 5 km ao sul de Humaitá, começou a ser construído naquele ano, quando Corrientes assumiu o controle da área, embora após a Revolução de Maio de 1810, tenha sido ordenado a ser ocupado pelo governador monarquista do Paraguai, Bernardo de Velasco, tomando a fronteira para o sul. ao Rio Paraná.
Uma vez libertada do Reino da Espanha em 1811, confederada com as Províncias Unidas até 1814, causando seu isolamento, e finalmente declarada independência formal como República do Paraguai em relação à Confederação Argentina, em 25 de novembro de 1842 e reconhecida por esta, em 17 de julho de 1852, Humaitá seguiu o caminho dessa nova república, e já no contexto da Guerra da Tríplice Aliança (1864-1870), essa fortificação controlava o acesso fluvial à capital, constituindo o mais poderoso e temido complexo de defesa paraguaio. Essas fortalezas serviam para conter os malones dos aborígenes de Guaycurú e para vigiar os navios que subiam ou desciam o rio Paraguai.
O sistema defensivo de Humaitá, continuado e ampliado por Carlos Antonio López, dominava estrategicamente uma curva acentuada do curso do rio, constituindo uma série de defesas, tanto em terra quanto na margem oposta do rio. Além disso, dois muros com casamatas fortemente armadas, tinham quartéis para tropas, depósitos de munição, boca de guerra, escritórios, igreja, cemitérios e pântanos na área de circulação, protegidos por quilômetros de trincheiras. No leito do rio, minas e três grandes fileiras de correntes impediam a navegação no trecho dominado pela fortaleza.
O quartel-general era o centro do poder militar de Francisco Solano López, este poderoso complexo defensivo, em sua essência, era armado no lado do rio com mais de oitenta peças, e no lado do chão por mais de uma centena que cruzava fogos com o reduto do lado oposto do rio.
Depois de ter interrompido o avanço das forças aliadas por quase dois anos, entre 1866 e 1868, Humaitá acabou sendo vítima da insalubridade da região, dos ataques aliados, da vanguarda das forças e da inação paraguaia, a partir de 1867, já que, sob a orientação do Duque de Caxias, a posição foi liberada e isolada. quando as tropas brasileiras tomaram a posição paraguaia de Tajy, em 2 de novembro daquele ano, localizada às margens do rio Humaitá e ao norte de Humaitá, rompendo as comunicações fluviais e terrestres da fortaleza com a capital.
Foi finalmente atacado pelas tropas dos 3o. Corpo do Exército Brasileiro, comandado pelo marechal de campo Manuel Luis Osorio, repeliu os ataques de 21 de março e 17 de julho de 1868. Abandonada pelas forças paraguaias, foi ocupada por tropas brasileiras em 25 de julho do mesmo ano e de lá foi utilizada como base de operações de campo para os aliados.
As ruínas da igreja, destruída pelo bombardeio aliado, são preservadas deste conflito. O Museu Histórico da cidade, que foi quartel do marechal López, tem inúmeros troféus daquela guerra.

## Transporte
O município de Humaitá é servido pelas seguintes rodovias:
- Caminho em terra ligando a cidade ao município de General José Eduvigis Díaz
- Ruta 04, que liga a cidade de Paso de Patria ao município de San Ignacio Guazú (Departamento de Misiones). [4][5][6]